# BBC Amicale
El BBC Amicale, más conocido como Amicale Steinsel, es un equipo de baloncesto luxemburgués con sede en la ciudad de Steinsel, que compite en la Total League, la máxima competición de su país. Disputa sus partidos en la Hall Sportif Alain Marchetti, con capacidad para 1,000 espectadores.

## Historia
El 18 de enero de 1947, se fundó el club bajo el nombre de AS Sportive Steinsel y un año después, en 1948, se independizó de la asociación deportiva, dando lugar al BBC Amicale Steinsel. En 1957, se convirtió en el primer club luxemburgués de la historia en tener su propia dirección y polideportivo.
El club posee 7 ligas (1971, 1973, 1978, 1980, 1981, 2016 y 2017) y 6 copas (1971, 1978, 1979, 1980, 2015 y 2017). Es el 5º club que más ligas posee y el 3º que más copas tiene, solo por detrás del Etzella Ettelbruck con 23 y el T71 Dudelange con 12.
Disputaron la Copa Korać en 5 ocasiones (1983, 1985, 1986, 1993 y 2002), no logrando pasar de primera ronda, la Copa de Europa en 4 ocasiones (1972, 1974, 1979 y 1982), no logrando pasar de la fase de grupos y la Recopa de Europa en 1 (1980), no logrando pasar de segunda ronda.

## Registro por Temporadas
| Temporada | División | Liga            | Posición en liga | Play-Offs    | Copa Luxemburguesa | Competición Europea      | Competición Europea | Competición Europea |
| --------- | -------- | --------------- | ---------------- | ------------ | ------------------ | ------------------------ | ------------------- | ------------------- |
| 2000-01   | 1ª       | Nationale 1     | 4º               | –            | –                  |                          |                     |                     |
| 2001-02   | 1ª       | Nationale 1     | 7º               | –            | –                  | 3ª Copa Korać - 2ª Ronda |                     |                     |
| 2002-03   | 1ª       | Nationale 1     | 8º               | –            | –                  |                          |                     |                     |
| 2003-04   | 1ª       | DBBL            | 8º               | –            | –                  |                          |                     |                     |
| 2004-05   | 1ª       | DBBL            | 10º              | Descenso     | –                  |                          |                     |                     |
| 2005-06   | 2ª       | League N2       | 2º               | Ascenso      | –                  |                          |                     |                     |
| 2006-07   | 1ª       | DBBL            | 2º               | –            | –                  |                          |                     |                     |
| 2007-08   | 1ª       | DBBL            | 3º               | Semifinales  | -                  |                          |                     |                     |
| 2008-09   | 1ª       | Diekirch League | 6º               | -            | -                  |                          |                     |                     |
| 2009-10   | 1ª       | Diekirch League | 3º               | Semifinales  | -                  |                          |                     |                     |
| 2010-11   | 1ª       | Diekirch League | 4º               | Semifinales  | Subcampeones       |                          |                     |                     |
| 2011-12   | 1ª       | Diekirch League | 5º               | -            | -                  |                          |                     |                     |
| 2012–13   | 1ª       | Diekirch League | 3º               | Subcampeones | Subcampeones       |                          |                     |                     |
| 2013–14   | 1ª       | Total League    | 1º               | Subcampeones | -                  |                          |                     |                     |
| 2014–15   | 1ª       | Total League    | 1º               | Subcampeones | Campeones          |                          |                     |                     |
| 2015–16   | 1ª       | Total League    | 1º               | Campeones    | -                  |                          |                     |                     |
| 2016–17   | 1ª       | Total League    | 1º               | Campeones    | Campeones          |                          |                     |                     |
| 2017–18   | 1ª       | Total League    |                  |              |                    |                          |                     |                     |

## BBC Amicale en competiciones europeas
Copa de Europa de baloncesto 1971-72
| 1ª Ronda | BBC Amicale | Panathinaikos AC | 63-98 | 94-67 |  |

Copa de Europa de baloncesto 1973-74
| 1ª Ronda | BKK Radnički | BBC Amicale | 89-49 |  |

Copa de Europa de baloncesto 1978-79
| Fase de grupos | Sporting Clube de Portugal | BBC Amicale    | 82-87  | 99-94  |
| Fase de grupos | BBC Amicale                | Emerson Varese | 68-108 | 123-71 |

Recopa de Europa de baloncesto 1979-80
| 1ª Ronda | BBC Amicale | Hapoel Ramat Gan | 91-105 | 99-83 |  |

Copa de Europa de baloncesto 1981-82
| Fase de grupos | BBC Amicale     | Sunderland Saints | 52-84  | 111-74 |
| Fase de grupos | BBC Amicale     | Nashua EBBC       | 63-110 | 122-53 |
| Fase de grupos | Sunair Oostende | BBC Amicale       | 110-65 | 69-91  |

Copa Korać 1982-83
| 1ª Ronda | ÉB Pau-Orthez | BBC Amicale | 98-50 | 42-82 |  |

Copa Korać 1984-85
| 1ª Ronda | BBC Amicale | Regenerin Klagenfurt | 71-68 | 82-66 |  |

Copa Korać 1985-86
| 1ª Ronda | BBC Amicale | Cacaolat Granollers | 59-105 | 107-49 |  |

Copa Korać 1992-93
| 2ª Ronda | BBC Amicale | Clear Cantù | 65-104 | 105-72 |  |

Copa Korać 2001-02
| 2ª Ronda | BBC Amicale | FC Porto | 65-109 | 113-53 |  |

## Palmarés

### Liga
- Total League

-   -  Campeones (7): 1971, 1973, 1978, 1980, 1981, 2016, 2017

-   - Subcampeones (3): 2013, 2014, 2015

### Copas
- Copa Luxemburguesa

-   -  Campeones (6): 1971, 1978, 1979, 1980, 2015, 2017

-   -  Subcampeones (4): 1969, 2000, 2011, 2013

## Jugadores destacados
| - Yves Mekongo - Ivan Djerman - Kamil Novák - Margus Metstak - Raul Birenbaum - Mikaël Cortese - Philippe Di Cato - Frank Fasbender - Mathieu Gillardin - Olivier Haan - Jo Hoeser - Eric Jeitz - Thorstein Jonsson - Aly Kapgen - Luc Kartheiser - Jeff Kirch - Marc Koeune - Olivier Koeune - Pitt Koster | - Alex Laurent - Steve Mangen - Alain Marchetti - Ben Melcher - Bob Melcher - Björn Molitor - Guy Muller - Sam Ney - Samy Picard - Christian Schartz - Max Schmit - Chris Scholtes - Tom Schröder - John-Robert Steinmetz - Jonas Theisen - Yann Wolff - Michael Zianveni - Paul Zimmer - Dieng Bassirou | - Josh Almanson - Michael Bauer - Louis Birdsong - Duane Bosma - Evan Bruinsma - David Burns - Edward Cage - Eric Carter - James Cason - LaRon Cephas - Shavon Coleman - Travis DePree - Lee Fisher - Aaron Fleetwood - Reggie Golson - Pat Grabner - Maurice Hargrow - Jordan Hasquet - Alex Jones | - Jeff Jones - Rob Jones - Jordan Lyden - Robert Martin - Billy McDaniel - Ben Perkins - John Reimold - Taaj Ridley - Ryan Rourke - Terry Washington - Christopher Jones - Ivan Buntić - Demetrius Brown |